# Miechów
Miechów  (udtale: [ˈmʲɛxuf]) er en by i det sydøstlige Polen. Den ligger i voivodskabet Lillepolen (Województwo małopolskie) og har 11.215(2021) indbyggere, og et areal på 	19,17 km². Den er administrationsby i powiat (amt) Miechów. Den ligger ca 40 nord for Kraków og den har en jernbanestation, der ligger på hovedjernbanen, som forbinder Kraków med Warszawa.

## Historie
Stedet blev nævnt i 1163 som Mechovia(m) og i 1198 som Mechou eller Meschou. Ejernavnet er afledt af personnavnet Miech.
Grundlæggeren af Miechów var sandsynligvis Jaksa Gryfita (som levede fra omkring 1120 til omkring 1176), som ifølge nogle historikere er den samme person som Jacza von Köpenick. Sandsynligvis omkring 1160 grundlagde han det præmonstratensiske kvindekloster (Nobertine kloster) i Zwierzyniec nær Krakow og i 1162 efter at have vendt tilbage fra den Hellige Land grundlagde han klostret Korherrer af Den Hellige Grav i Jerusalem i Miechów (Miechów Kloster).
Miechów udviklede sig som en købstad. I 1290 blev byen efter tysk lov sandsynligvis anlagt på et usædvanligt stort område, og var dengang delvist beboet af tyske byfolk.